# Summer Vibes
Summer Vibes è il secondo EP della boy band sudcoreana Astro, pubblicato nel 2016.

## Tracce
1. Fireworks (불꽃놀이) – 3:18
2. Breathless (숨가빠) – 3:19
3. Growing Pains (성장통) – 3:44
4. Polaris (복극성) – 3:21
5. My Style (내 멋대로) – 3:30
6. Breathless (숨가빠) (Acoustic version) – 3:25